# Франс Андріссен
Фра́нс Андрі́ссен (нід. Frans Andriessen; 2 квітня 1929, Утрехт — 22 березня 2019, Краанем, Фламандський Брабант, Бельгія) — нідерландський політик, лідер консервативної Католицької народної партії в 1971—1977 роках, міністр фінансів у 1977—1980 роках і член Європейської комісії з 1981 року і віцепрезидент Комісії в 1985—1993 роках. Як комісар ЄС, він відповідав за питання конкурентоспроможності в 1981—1985 роках, сільське господарство та рибальство у 1985—1989 роках і питання зовнішніх зв'язків і торгівлі в 1989—1993 роках.